# Neogabara
Neogabara é um gênero de traça pertencente à família Arctiidae.